# Campeonato Mundial de Judo de 2019
El XXXVIII Campeonato Mundial de Judo se celebró en Tokio (Japón) entre el 25 y el 31 de agosto de 2019 bajo la organización de la Federación Internacional de Judo (IJF) y la Federación Japonesa de Judo.
Las competiciones se realizaron en el gimnasio Nippon Budokan de la capital nipona. 

## Calendario
| Fecha→ Categoría ↓ | Do 25 | Lu 26 | Ma 27 | Mi 28 | Ju 29 | Vi 30 | Sá 31 |
| ------------------ | ----- | ----- | ----- | ----- | ----- | ----- | ----- |
| –60 kg             | ●     |       |       |       |       |       |       |
| –66 kg             |       | ●     |       |       |       |       |       |
| –73 kg             |       |       | ●     |       |       |       |       |
| –81 kg             |       |       |       | ●     |       |       |       |
| –90 kg             |       |       |       |       | ●     |       |       |
| –100 kg            |       |       |       |       |       | ●     |       |
| +100 kg            |       |       |       |       |       |       | ●     |

| Fecha→ Categoría ↓ | Do 25 | Lu 26 | Ma 27 | Mi 28 | Ju 29 | Vi 30 | Sá 31 |
| ------------------ | ----- | ----- | ----- | ----- | ----- | ----- | ----- |
| –48 kg             | ●     |       |       |       |       |       |       |
| –52 kg             |       | ●     |       |       |       |       |       |
| –57 kg             |       |       | ●     |       |       |       |       |
| –63 kg             |       |       |       | ●     |       |       |       |
| –70 kg             |       |       |       |       | ●     |       |       |
| –78 kg             |       |       |       |       |       | ●     |       |
| +78 kg             |       |       |       |       |       |       | ●     |

1. 1 2  Las rondas de eliminación se disputaron a partir de las 11:00, y las finales a partir de las 19:00 (hora de Japón, UTC+9)

## Medallistas

### Masculino
| Evento          | Oro                             | Plata                             | Bronce                                                      |
| --------------- | ------------------------------- | --------------------------------- | ----------------------------------------------------------- |
| –60 kg (25.08)  | Lujumi Chjvimiani Georgia       | Sharafuddin Lutfillaev Uzbekistán | Yeldos Smetov · Kazajistán · Ryuju Nagayama · Japón         |
| –66 kg (26.08)  | Joshiro Maruyama Japón          | Kim Lim-Hwan Corea del Sur        | Hifumi Abe Japón Denis Vieru Moldavia                       |
| –73 kg (27.08)  | Shohei Ono Japón                | Rüstəm Orucov Azerbaiyán          | Denis Yartsev · Rusia · Hidayət Heydərov · Azerbaiyán       |
| –81 kg (28.08)  | Sagi Muki Israel                | Matthias Casse · Bélgica          | Antoine Valois-Fortier · Canadá · Luka Maisuradze · Georgia |
| –90 kg (29.08)  | Noël van 't End · Países Bajos  | Shoichiro Mukai Japón             | Axel Clerget Francia Nemanja Majdov Serbia                  |
| –100 kg (30.08) | Jorge Fonseca Portugal          | Niyaz Iliasov · Rusia             | Michael Korrel · Países Bajos · Aaron Wolf · Japón          |
| +100 kg (31.08) | Lukáš Krpálek · República Checa | Hisayoshi Harasawa Japón          | Kim Min-Jong · Corea del Sur · Roy Meyer · Países Bajos     |

### Femenino
| Evento         | Oro                         | Plata                     | Bronce                                                    |
| -------------- | --------------------------- | ------------------------- | --------------------------------------------------------- |
| –48 kg (25.08) | Daria Bilodid · Ucrania     | Funa Tonaki Japón         | Mönjbatyn Urantsetseg Mongolia Distria Krasniqi Kosovo    |
| –52 kg (26.08) | Uta Abe Japón               | Natalia Kuziutina · Rusia | Majlinda Kelmendi Kosovo Ai Shishime Japón                |
| –57 kg (27.08) | Christa Deguchi · Canadá    | Tsukasa Yoshida Japón     | Julia Kowalczyk · Polonia · Rafaela Silva · Brasil        |
| –63 kg (28.08) | Clarisse Agbegnenou Francia | Miku Tashiro Japón        | Martyna Trajdos · Alemania · Juul Franssen · Países Bajos |
| –70 kg (29.08) | Marie-Ève Gahié Francia     | Bárbara Timo Portugal     | Sally Conway Reino Unido Margaux Pinot Francia            |
| –78 kg (30.08) | Madeleine Malonga Francia   | Shori Hamada Japón        | Loriana Kuka · Kosovo · Mayra Aguiar · Brasil             |
| +78 kg (31.08) | Akira Sone Japón            | Idalys Ortiz · Cuba       | Kayra Sayit Turquía Sarah Asahina Japón                   |

## Medallero
| Núm. | País            | Oro | Plata | Bronce | Total |
| ---- | --------------- | --- | ----- | ------ | ----- |
| 1    | Japón           | 4   | 6     | 5      | 15    |
| 2    | Francia         | 3   | 0     | 2      | 5     |
| 3    | Portugal        | 1   | 1     | 0      | 2     |
| 4    | Países Bajos    | 1   | 0     | 3      | 4     |
| 5    | Canadá          | 1   | 0     | 1      | 2     |
| 5    | Georgia         | 1   | 0     | 1      | 2     |
| 7    | Israel          | 1   | 0     | 0      | 1     |
| 7    | República Checa | 1   | 0     | 0      | 1     |
| 7    | Ucrania         | 1   | 0     | 0      | 1     |
| 10   | Rusia           | 0   | 2     | 1      | 3     |
| 11   | Azerbaiyán      | 0   | 1     | 1      | 2     |
| 11   | Corea del Sur   | 0   | 1     | 1      | 2     |
| 13   | Bélgica         | 0   | 1     | 0      | 1     |
| 13   | Cuba            | 0   | 1     | 0      | 1     |
| 13   | Uzbekistán      | 0   | 1     | 0      | 1     |
| 16   | Kosovo          | 0   | 0     | 3      | 3     |
| 17   | Brasil          | 0   | 0     | 2      | 2     |
| 18   | Alemania        | 0   | 0     | 1      | 1     |
| 18   | Kazajistán      | 0   | 0     | 1      | 1     |
| 18   | Moldavia        | 0   | 0     | 1      | 1     |
| 18   | Mongolia        | 0   | 0     | 1      | 1     |
| 18   | Polonia         | 0   | 0     | 1      | 1     |
| 18   | Reino Unido     | 0   | 0     | 1      | 1     |
| 18   | Serbia          | 0   | 0     | 1      | 1     |
| 18   | Turquía         | 0   | 0     | 1      | 1     |
|      | TOTAL           | 14  | 14    | 28     | 56    |